# Estación de Cancienes
Cancienes es una estación de ferrocarril situada en el municipio español de Corvera de Asturias, en el Principado de Asturias. Forma parte de la línea C-3 de Cercanías Asturias. 

## Situación ferroviaria
Se encuentra en el punto kilométrico 8,846 de la línea férrea de ancho ibérico que une Villabona de Asturias con San Juan de Nieva a 65 metros de altitud. El tramo es de vía doble y está electrificado.

## Historia
La estación fue abierta al tráfico el 26 de julio de 1890 con la puesta en marcha del tramo Avilés-Villabona de Asturias de la línea que pretendía unir esta última con San Juan de Nieva. Las obras corrieron a cargo del Conde  Sizzo-Noris que recibió el encargo de Norte que había obtenido la concesión de la línea en 1886. En 1941, la nacionalización del ferrocarril en España supuso la desaparición de esta última y su integración en la recién creada RENFE. 
Desde el 31 de diciembre de 2004 Renfe Operadora explota la línea mientras que Adif es la titular de las instalaciones ferroviarias.

## Servicios ferroviarios

### Cercanías
Forma parte de la línea C-3 de Cercanías Asturias. La frecuencia habitual de trenes es de un tren cada 30-60 minutos.
| procedencia/destino | < estación | Línea | estación > | destino/procedencia |
| ------------------- | ---------- | ----- | ---------- | ------------------- |
| San Juan de Nieva   | Nubledo    |       | Ferroñes   | Llamaquique         |